# James Douglas (1er baronnet)
James Douglas, 1er baronnet (1703 - 2 novembre 1787) est un officier de marine écossais et commodore de Terre-Neuve.

## carrière navale
Douglas devient capitaine dans la Royal Navy en 1744. En 1745, il commande le HMS Mermaid à Louisbourg et en 1746, il commande le HMS Vigilante à Louisbourg. En 1746, il est nommé commodore de la station de Terre-Neuve par le vice-amiral Isaac Townsend. Il est ensuite député des Orcades et des Shetland de 1754 à 1768.
En 1757, Douglas est membre de la cour martiale qui juge et condamne l'amiral Byng et, en 1759, il est fait chevalier pour sa participation à la prise de Québec.

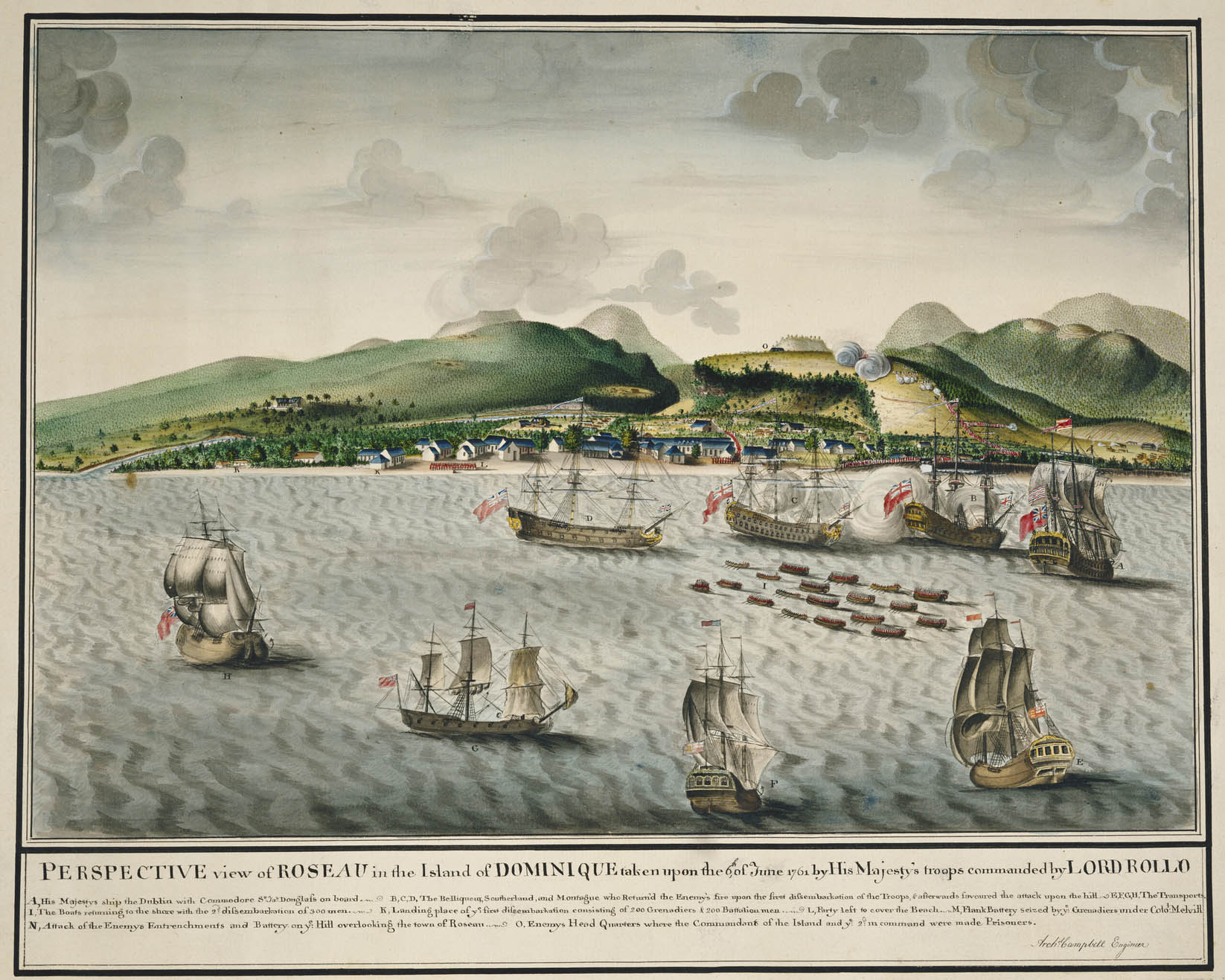
Une vue de l'invasion britannique de la Dominique, le 6 juin 1761, dessinée par Archibald Campbell, Royal Engineers.

Il devient commandant en chef de la station des îles de la Barbade et est commandant de l'escadron qui capture la Dominique en 1761. Il sert dans la flotte de George Rodney qui capture la Martinique en février 1762 puis sert dans la flotte de George Pocock qui capture La Havane en août 1762. Il devient commandant en chef de la station de Jamaïque plus tard dans l'année.
Promu vice-amiral en 1770, il devient commandant en chef de Portsmouth en 1774 et est ensuite promu amiral en 1778. En 1786, il est nommé baronnet de Maxwell, Roxburgh.

## Famille
Douglas est le fils de George Douglas, 7e laird de Friarshaw, Roxburghshire, et d'Elizabeth, fille de Patrick Scott, baronnet, d'Ancrum, également de Roxburghshire. Cette lignée Douglas descend de la branche Douglas de Cavers, et sont des avocats et des marchands. Ils prennent le titre Douglas de Friarshaw du siège original de la famille dans la paroisse de Lilliesleaf.
Douglas est marié deux fois : d'abord en 1753 avec Helen (décédée en 1766), fille de Thomas Brisbane de Brisbane dans l'Ayrshire ; le couple a quatre fils, dont l'amiral James Douglas (1755-1839) et trois filles. Il se remarie à Helen Boyle, fille de John Boyle (2e comte de Glasgow) et Helenor Morison.
George Douglas, 2e baronnet, est capitaine du 25e régiment d'infanterie et commande plus tard les Kelso Volunteers. Il vend l'ancien domaine de Friarshaw en 1788 et devient député de Roxburgh .